# 黑龙江神学院
黑龙江神学院是中华人民共和国最北部黑龙江省的省级基督教神学本科院校，位于哈尔滨市，前身是“黑龙江省基督教圣经学校”。该神学院開設的圣乐专业是中国的首创，特殊教育专业则是中国的唯一一个培养聋哑信徒教牧人员的特色专业。

## 简史
1996年，黑龙江省基督教两会在省城哈尔滨市创建“黑龙江省基督教圣经学校”。其目的在于培训更多的牧师，以满足全省教会不断增长所带来的需求。
2009年，经国家宗教事务局批准，开设大专班，学制三年。学校定名为“黑龙江圣经学校”。

2011年，该校与哈尔滨市基督教圣经学校合并，合并后的圣经学校集中到哈尔滨市橄榄山教育基地办学。基地面积一百三十万平方米，拥有教学楼、礼拜堂、接待中心和农场等。
2013年，经国家宗教事务局批准，圣经学校升格为本科院校，学制四年，并更名为“黑龙江神学院”。

## 现状
黑龙江神学院的主要使命是为本省培养爱国爱教的神职人员，现开设有圣经、圣乐和特殊教育三个本科专业，学制四年。圣经专业重在培养品行兼优，具备神学造诣的教牧人员；圣乐专业是中国的首创，成功培养了许多具有音乐技能及神学知识的圣乐崇拜引领人才，他们能够用本土神学创作基督教歌曲。特殊教育是全国唯一一个专门为聋哑人士而开办的专业。目的在于培养聋哑教牧人员使其能为同族残疾人士提供更为适切的牧养。学校还出版了基督教手语书籍帮助手语翻译。

该神学院现有专职教师34人，兼职教师10人。
现任院长是吕德志牧师。在校全日制本科生近90人。自创校以来，该学院已累计培养神学毕业生1000余人。

学院拥有教学综合楼、学生宿舍、自助餐厅、橄榄山礼拜堂（也称方舟礼拜堂）、五餅二魚接待中心、农场和橄榄山图书馆等。图书馆建筑面积5300多平方米，有纸质图书6万余册和电子图书60余万册。
 
校园内有五十多间专用祈祷室，每间都配有十字架和祈祷跪垫，学生可以在那里独自向上帝祷告。

## 外部連結
- https://www.ccctspm.org/ （页面存档备份，存于）  中国基督教网
- https://m.tangshui.net/post/show/58ec1e80dbcd3a771371e88f#tangshui 哈尔滨阿城区-橄榄山/神学院